# 中原道夫 (詩人)
中原道夫（なかはら みちお、1931年6月5日 - ）は、日本の詩人。

## 人物・来歴
埼玉県所沢市生まれ。1952年東京学芸大学学芸学部国語科に入学。日本電信電話公社東京中央電信局に勤務しながら通学し、1954年に詩誌「棘」創刊。1956年板橋区立桜川小学校に着任。同年処女詩集『石の歌』を上辞。同年「埼玉詩人クラブ」結成に参加。1992年教職を退き、都立中央図書館に非常勤の嘱託として勤務。
所属「棘」「光線」「花粉」「閃」同人を経て、現在「柵」「日本未来派」同人。「金沢文学」特別同人。「い」編集発行人。
日本ペンクラブ、日本文芸家協会、日本現代詩人会会員、日本詩人クラブ常任理事、日本現代詩歌文学館評議員、埼玉文芸家集団刊行委員長など。元日本詩歌句協会副会長。	
既刊詩集に『石の歌』『雪の歌』『薔薇を肴に』『だから女よ』『腫瘍』『雪の朝』『傘のないぼくに』があり、詩論集に『今一度、詩の心を』『ぶら下がり』。小説に『野球先生』『野人投手物語』他がある。
また俳誌「十七音樹」に所属し「所道夫」あるいは「中原道夫」名で俳句を発表している。

## 受賞
2006年「わが動物記、そして人」で第37回埼玉文学賞（詩部門）	
（受賞の言葉）埼玉に生まれ、埼玉に育った私にとって、埼玉文芸賞の受賞は、まるで故郷の香りをいただくような喜びです。

## 詩集・評論
- 『雪の朝―中原道夫詩集』土曜美術社出版販売 (1995/2)	ISBN 4812005272
- 『傘のないぼくに―中原道夫詩集』詩画工房 (1997/10) ISBN 4916041291
- 『いま一度詩の心を―中原道夫詩論集』詩画工房 (1999/8)	ISBN 491604150X
- 『ぶら下がり―中原道夫詩集』土曜美術社出版販売 (2001/9) ISBN 4812013046
- 『中原道夫詩集』 (新・日本現代詩文庫) 土曜美術社出版販売 (2002/5) ISBN 4812013321
- 『いま一度詩の心を―中原道夫詩論集 (続) 』詩画工房 (2003/6) ISBN 4916041836
- 『わが動物記、そして人―中原道夫詩集』土曜美術社出版販売 (2005/11) ISBN 4812015197
- 『人指し指』土曜美術社出版販売 (2007/8) ISBN 978-4812016213
- 『現代詩、されど詩の心を 詩論・エッセイ集』土曜美術社出版販売, 2010.12
- 『徘徊者 中原道夫詩集』土曜美術社出版販売, 2012.10
- 『石の言葉 詩集』土曜美術社出版販売, 2014.10
- 『忘れたい、だから伝えたい 中原道夫詩集』土曜美術社出版販売, 2018.9
- 『みんなの現代詩』東方社, 2019.10
- 『振り返ってみたら、そこに詩が 詩論・エッセイ集』土曜美術社出版販売, 2020.11

監修
- 金后蘭『光と風と香り 詩集』王秀英 訳, 監修. 土曜美術社出版販売, 2014.10